# JTBCチャレンジマッチ
JTBCチャレンジマッチ（JTBC 챌린지 매치）は、韓国の囲碁棋戦。2017年9月に囲碁TV杯として開催。同11月に大韓民国囲碁大祝祭において華城市市長杯として第2回開催、2018年1月第3回から、公式棋戦として、JTBC主催で年4回開催。
- 主催：韓国棋院
- 後援：（第1回）囲碁TV、（第3回-）JTBC
- 優勝賞金：（第1回）500万ウォン、（第3回-）1500万ウォン

- 持時間：各20分

## 過去の優勝者と決勝戦
（左が勝者）
- 第1回 2017年 姜東潤 - 金明訓
- 第2回 2017年（KBリーガ部門）卞相壹 - 韓態熙、（女子&シニア部門）呉政娥 - 姜智洙
- 第3回 2018年2月 金志錫 - 崔宰栄
- 第4回 2018年4月 李世乭 - 許映皓
- 第5回 2018年5月 卞相壹 - 申旻埈
- 第6回 2018年6月 申眞諝 - 羅玄